# Frédéric Doucet
Pour les articles homonymes, voir Doucet.
Frédéric Doucet est un rameur français né le 29 juin 1981 à Reims.

## Biographie
Frédéric Doucet remporte en 2008 la médaille d'or en huit aux Championnats d'Europe d'aviron 2008.